# Subarktički Indijanci
Subarktički Indijanci (Subarctic Indians), Indijanci u fiziografskoj zoni Subarktika Kanade i Aljaske, pripadaju plemenskim rodovima Athapaskana i Algonquian. Subarktičkom kulturnom području simboli su krplje, kanu, toboggan i snježne naočale, a odjeća im je topla i krznena. 
Područje kanadskog subarktika je šumovito (prevladava crnogorica) i ispresjecano bezbrojnim vodenim tokovima i jezerima, te je bogato ribom i divljači, od kojih su najvažniji karibu, los i dabar. Lov i ribolov glavno je zanimanje. Životnje se love zbog mesa i krzna od kojeg se izrađuje topla odjeća za hladne zimske dane, kao i šatori i pokrivači. Kako su ljeta su kratka a zime duge i hladne lov na krznaše i trgovina krznima bile su najvažnije aktivnosti ovih Indijanaca, a borba za lovišta bila je čest povod ratovima među tamošnjim plemenima.
Najpoznatija plemena toga područja su Montagnais, Naskapi, Cree, Chipewyan, Beaver, Slavey, Kaska, Bear Lake, Dogrib, Carrier, Yellowknife, plemena Kutchin i Khotana i niz drugih manjih plemena. Kultura ovih Indijanaca je prilično slična. 

## Vanjske poveznice
- Subarctic Culture Area  Arhivirana inačica izvorne stranice od 13. lipnja 2009. (Wayback Machine)